# Чегемський детектив
«Чегемський детектив» — радянський художній фільм-детектив 1986 року, знятий на кіностудіях «Грузія-фільм» і «Мосфільм».

## Сюжет
Події відбуваються в селі Чегем (Абхазія) у 1940-х роках. З колгоспної каси пропала велика сума грошей. Міліція безсила знайти злочинця. Розслідувати справу береться простий колгоспник, старий Кязим. Знання психології, вміння знайти спільну мову з будь-якою людиною і звичайний здоровий глузд допомагає йому знайти злочинця.

## У ролях
- Нурбей Камкіа — Кязим
- Руслан Мікаберідзе — Бахут
- Бадрі Бегалішвілі — Цурцумія
- Шарах Пачалія — голова
- Етері Когониі — Нуца
- Гіві Сарчемелідзе — Теймир
- Ролан Биков — міліціонер
- Берта Хапава — дружина Теймира
- Нана Мчедлідзе — бабуся
- Михайло Вашадзе — учасник застілля
- Зураб Капіанідзе — хазяїн корови
- Ніна Гоміашвілі — дочка Кязима
- Фазіль Іскандер — текст за кадром

## Знімальна група
- Режисер — Олександр Свєтлов
- Сценарист — Фазіль Іскандер
- Оператор — Валентин Піганов
- Композитор — Йосип Барданашвілі
- Художник — Євген Виницкий